# クワズイモ
クワズイモ（Alocasia odora）は、サトイモ科クワズイモ属の常緑性多年草である。大きなものは傘にして人間も入れるほどの葉を持つ。大きな葉を持つ観葉植物としてもなじまれ、その方面では、学名（属名）の仮名読みでアロカシア（またはアローカシア）ともいわれる。

## 形態
サトイモのような塊状ではなく、棒状に伸びる根茎があり、時に分枝しながら地表を少し這い、先端はやや立ち上がる。先端部から数枚の葉をつける。大きさにはかなりの個体差があって、草丈が人のひざほどのものから、背丈を越えるものまでいろいろ。葉は長さが60 cmにもなり、全体に楕円形で、波状の鋸歯がある。基部は心形に深く切れ込むが、葉柄はわずかに盾状に着く。葉柄は60 cmから1 mを越え、緑色で、先端へ細くなる。
花は葉の陰に初夏から夏にでる。仏炎苞は基部は筒状で緑、先端は楕円形でそれよりやや大きく、楕円形でやや内に抱える形で立ち、緑から白を帯びる。花穂は筒部からでて黄色味を帯びた白。果実が熟すと仏炎苞は脱落し、果実が目立つようになる。

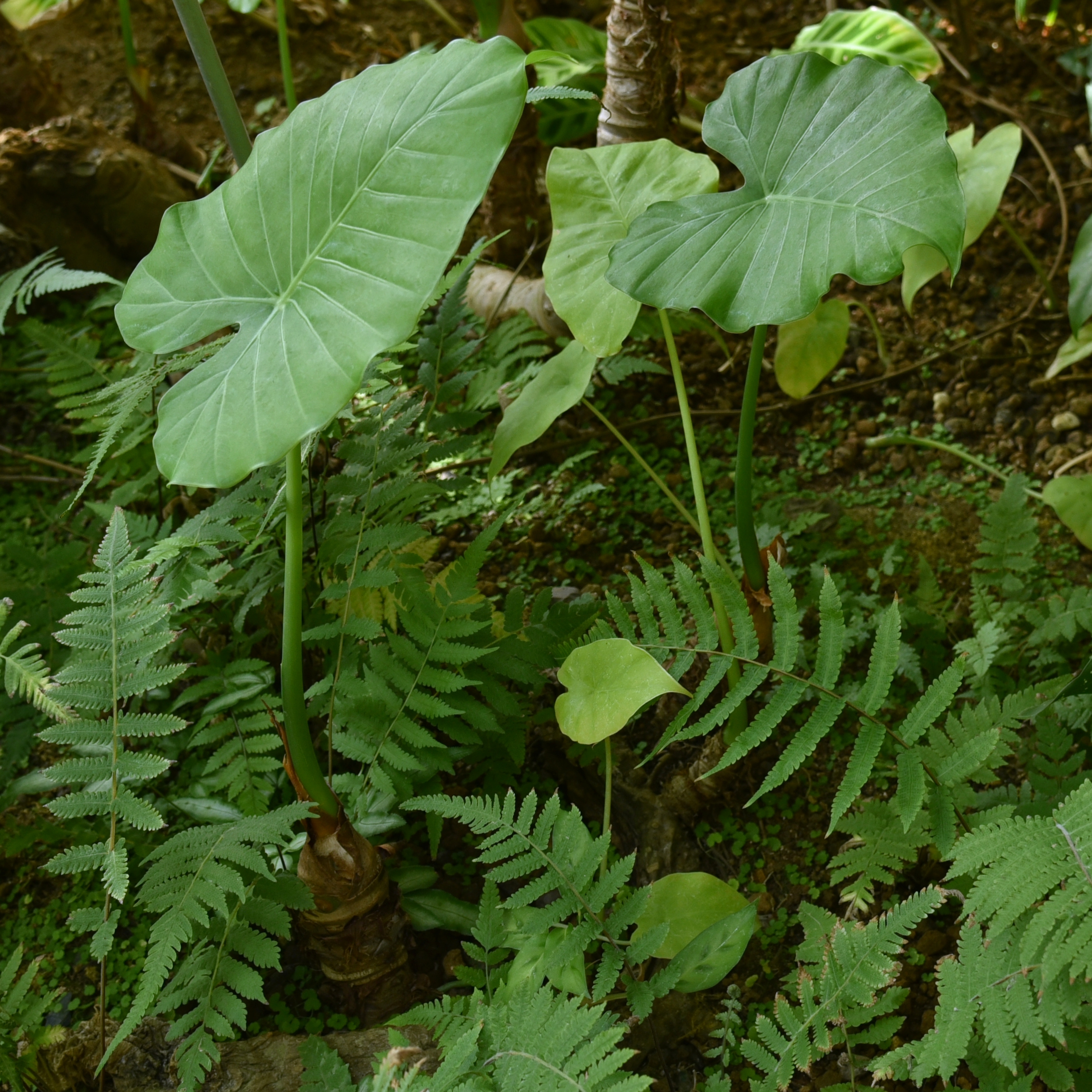
クワズイモの根茎は縦に棒状に伸びる

## 分布
中国南部、台湾からインドシナ半島、インドなどの熱帯・亜熱帯地域に、日本では四国南部から九州南部を経て琉球列島に分布する。長崎県五島市の八幡神社のクワズイモは指定天然記念物にもなっている。一方、沖縄県や鹿児島県の奄美群島では道路の側、家の庭先、生垣など、あちこちで普通に自生しているのが見られる。低地の森林では林床を埋めることもある。

## 近縁種
日本では、やや小型のシマクワズイモ（A. cucullata（Lour.） G.Don）が琉球列島と小笠原諸島に、より大型のヤエヤマクワズイモ（A. atropurpurea Engler）が西表島に産する。
しかし、よく見かけるのはむしろ観葉植物として栽培される、往々にしてアローカシアと呼ばれる国外産の種であろう。インドが原産地のインドクワズイモ、緑の葉と白い葉脈のコントラストが美しいアマゾンクワズイモ、ビロードの光沢を持つグリーンベルベットクワズイモなどがよく知られる。

## 毒性
クワズイモの名は「食わず芋」で、見た目はサトイモに似ているが、食べられないのでそう呼ばれている。シュウ酸カルシウムは皮膚の粘膜に対して刺激があり、食べるのはもちろん、切り口から出る汁にも手で触れないようにした方がいい。日本では、外見が似ているサトイモやハスイモの茎（芋茎）と間違えてクワズイモの茎を誤食し中毒する事故がしばしば発生している。東京都福祉保健局の分類では、クワズイモは毒草に分類されている。
ただし、中国では、腹痛や赤痢、ヘルニア、外的には膿瘍、ヘビ毒や虫刺症の治療薬として、ベトナムでは、風邪の治療薬としても利用される。

## 文化面
弘法大師（空海）と「石芋」と呼ばれる食べられない芋に関する伝説が、全国各地に伝えられている。伝説の内容はほぼ同じで「弘法大師がその地を訪れた際、ある村人がサトイモを焼いているのを見て、食べさせてくれるように頼んだが、村人はこれは食えない芋だと断った。大師が去った後に村人がその芋を食べようとすると、石のように硬く全然食べられないものに変わっていた」という話である。この伝説における「石芋」の多くは、半野生化したえぐ味の強いサトイモの品種と見るのが妥当であると考えられているが、高知県や愛媛県に伝わる同様の伝説における「石芋」は、クワズイモのことであるという説もある。